# Пас, Рубен
Ру́бен Ва́льтер Пас Ма́ркес (исп. Ruben Walter Paz Márquez; род. 8 августа 1959, Артигасе) — уругвайский футболист, выступавший на позиции полузащитника. Один из самых выдающихся уругвайских игроков 1980-х годов. В 1988 году был признан футболистом года в Южной Америке. В тот год Пас, в составе аргентинского клуба «Расинг», стал победителем первого розыгрыша Суперкубка Либертадорес, а также завоевал Межамериканский кубок.

## Биография
Дважды Рубен принимал участие в чемпионатах мира со сборной Уругвая — в 1986 и 1990 годах. Также он выиграл со сборной Мундиалито 1980 года.
Рубен отличился своим долгожительством в футболе — в 1996 году в возрасте 36 лет он покинул аргентинский профессиональный клуб «Годой Крус», но ещё в течение 10 лет выступал в полулюбительских и любительских лигах Уругвая, официально завершив карьеру футболиста только в 46 лет в 2006 году. Последним его клубом стал «Пирата Хуниорс» из родного Артигаса.
В настоящее время работает в качестве помощника главного тренера в «Пеньяроле».

## Достижения
- Чемпион Уругвая (4): 1978, 1979, 1981, 1982
- Чемпион штата Риу-Гранди-ду-Сул (3): 1982, 1983, 1984
- Суперкубок Либертадорес (1): 1988
- Межамериканский кубок (1): 1988
- Золотой кубок чемпионов мира (1): 1980
- Футболист года в Южной Америке (1): 1988